# Spielst du mit schrägen Vögeln
Spielst du mit schrägen Vögeln ist ein 1968 entstandener deutscher Spielfilm von Gustav Ehmck mit Horst Janson und Margarethe von Trotta in zwei Hauptrollen.

## Handlung
Vier junge Leute, zwei Paare, ein gemeinsames Urlaubsziel: Das ist die Konstellation der vier zentralen Protagonisten. Die beiden unverheirateten Paare sind Alfred und Ilse sowie Georg und Helga, und sie suchen für einige Zeit an der französischen Atlantikküste Erholung. Dabei gehen die beiden Frauen und Männer hemmungslos ihrem Vergnügen nach, ungezwungen und hedonistisch. 
Eines Tages droht die positive und von reichlich Humor getragene Stimmung zu kippen, als die Viererkonstellation paartechnisch Bilanz zieht und das Paargefüge aus den Fugen zu geraten droht. Es kommt zu langen Diskussionen, bis plötzlich Georg vorschlägt, dass Helga zu Alfred, mit dem sie einst verbandelt war, zurückkehrt. Diese Idee trägt allerdings reichlich Sprengstoff in sich. 

## Produktionsnotizen
Spielst du mit schrägen Vögeln entstand 1968 und wurde am 17. April 1969 im Münchner Filmtheater am Lenbachplatz uraufgeführt

## Kritik
Für das Lexikon des Internationalen Films war Spielst du mit schrägen Vögeln ein „Pseudo-kritischer, geistig und formal gleichermaßen anspruchsloser deutscher Film.“